# Kanton Bagnères-de-Bigorre
Der Kanton Bagnères-de-Bigorre war bis 2015 ein französischer Wahlkreis im Arrondissement Bagnères-de-Bigorre, im Département Hautes-Pyrénées und in der Region Midi-Pyrénées, sein Hauptort war Bagnères-de-Bigorre. Sein Vertreter im Generalrat des Départements war zuletzt von 1988 bis 2015 Rolland Castells.

## Gemeinden
Der Kanton umfasste 19 Gemeinden. 
| Gemeinde            | Einwohner Jahr | Fläche km² | Bevölkerungsdichte | Postleitzahl | Code INSEE |
| ------------------- | -------------- | ---------- | ------------------ | ------------ | ---------- |
| Antist              | 147 (2013)     | –          | – Einw./km²        | 65200        | 65016      |
| Argelès-Bagnères    | 117 (2013)     | –          | – Einw./km²        | 65200        | 65024      |
| Astugue             | 275 (2013)     | –          | – Einw./km²        | 65200        | 65043      |
| Bagnères-de-Bigorre | 7633 (2013)    | –          | – Einw./km²        | 65200        | 65059      |
| Banios              | 52 (2013)      | –          | – Einw./km²        | 65200        | 65060      |
| Bettes              | 60 (2013)      | –          | – Einw./km²        | 65130        | 65091      |
| Cieutat             | 601 (2013)     | –          | – Einw./km²        | 65200        | 65147      |
| Hauban              | 98 (2013)      | –          | – Einw./km²        | 65200        | 65216      |
| Labassère           | 241 (2013)     | –          | – Einw./km²        | 65200        | 65238      |
| Lies                | 64 (2013)      | –          | – Einw./km²        | 65200        | 65275      |
| Marsas              | 71 (2013)      | –          | – Einw./km²        | 65200        | 65300      |
| Mérilheu            | 247 (2013)     | –          | – Einw./km²        | 65200        | 65310      |
| Montgaillard        | 805 (2013)     | –          | – Einw./km²        | 65200        | 65320      |
| Neuilh              | 100 (2013)     | –          | – Einw./km²        | 65200        | 65328      |
| Ordizan             | 510 (2013)     | –          | – Einw./km²        | 65200        | 65335      |
| Orignac             | 264 (2013)     | –          | – Einw./km²        | 65200        | 65338      |
| Pouzac              | 1119 (2013)    | –          | – Einw./km²        | 65200        | 65370      |
| Trébons             | 714 (2013)     | –          | – Einw./km²        | 65200        | 65451      |
| Uzer                | 104 (2013)     | –          | – Einw./km²        | 65200        | 65459      |

## Bevölkerungsentwicklung
| 1962   | 1968   | 1975   | 1982   | 1990   | 1999   | 2006   |
| ------ | ------ | ------ | ------ | ------ | ------ | ------ |
| 15.292 | 14.947 | 14.511 | 14.066 | 13.472 | 13.122 | 13.328 |